# 集英社
株式会社集英社（しゅうえいしゃ）は、東京都千代田区一ツ橋に本社を置く、日本の総合出版社。社名は「英知が集う」の意味。
『週刊少年ジャンプ』、『週刊プレイボーイ』、『non-no』、『すばる』、 『Myojo』などの雑誌を発行している。

## 概説
1926年に小学館の娯楽誌出版部門として相賀武夫が創業。1941年から1946年まで太平洋戦争のため社業中断（休眠）していたが、1947年に山川惣治の紙芝居『少年王者』を単行本として出版するため、合資会社として営業を再開。1952年に独立した社屋に移転し、その後小学館との業務分離を行う。『週刊少年ジャンプ』『Seventeen』『りぼん』『マーガレット』『Myojo』などのヒット雑誌を多数創刊する。
小学館が筆頭株主であり、同じ企業集団「一ツ橋グループ」に属するが、後に小学館も娯楽出版部門に進出した結果、両社は競合する雑誌を多く擁する。

## 歴史
- 1925年 - 小学館の娯楽誌出版部門において、「集英社」（当時の字体では「輯英社」）の商号の使用を開始。
- 1926年 - 小学館より娯楽誌出版部門として分離、創業（この年をもって集英社の創業年となる）。
- 1933年 - 東京商科大学跡の旧校舎を改修し、本社を神田区一ツ橋通町3番地（現・千代田区一ツ橋2-3-1）に移転。
- 1947年 - 合資会社集英社に改組。
- 1949年 - 株式会社集英社に改組。
- 1952年 - 本社を千代田区神田一ツ橋2-3（現・千代田区一ツ橋2-5-10「神保町ビル」所在地）に移転。
- 1959年 - 集英社独自の定期採用を開始。
- 1960年 - 小学館より広告業務を移管。
- 1961年 - 神保町ビルを竣工。
- 1969年
  - 4月 - 編集委託業務を行う創美社（現・集英社クリエイティブ）を設立。 撮影業務を行う千代田スタジオを設立。
  - 8月 - 「週刊ホーム」の編集委託業務を行うホーム社を設立。
- 1973年 - 編集委託業務を目的として白泉社を設立。
- 1974年 - 小学館が資本参加していたCACグループの数理計画に出資し、小学館・集英社グループ化[3]。
- 1976年 - 創業50周年を記念し、「すばる文学賞」を設定。
- 1977年 - イベント業務、広告代理店業務を行う一ツ橋企画を設立（1995年にイベント業務、広告代理店業務は他社に移管）。
- 1990年 - 神保町ビル（現在の本社ビル）竣工。
- 1994年 - 編集委託業務を行う集英社インターナショナルを設立。
- 2002年  - VIZ Communications, Inc.に出資し、小学館との共同出資会社VIZ HOLDINGS,Inc.とする。
- 2003年  - VIZ HOLDINGS,Inc.が子会社VIZ LLC.を設立。
- 2005年 
  - 2月 - 神保町3丁目ビル（現在の第2本社ビル）竣工。
  - 4月 - VIZ LLC.とShoPro Entertainment, Inc.を統合し、小学館、小学館プロダクションとの共同出資会社VIZ Media LLCを設立[4]。
- 2008年 
  - 7月 - 小学館プロダクションに出資し、小学館集英社プロダクションが発足[5]。
  - アネックスビル竣工。
- 2015年 - デジタル部門を分離し、100%出資子会社Project8を設立。
- 2017年 - イベント事業子会社集英社EPを設立。
- 2019年
  - 2月 - 株式会社ディー・エヌ・エーとの共同出資会社・集英社DeNAプロジェクツを設立[6]。
  - 9月 - バンダイナムコホールディングスとの共同出資会社・集英万夢（上海）実業有限公司を設立
- 2021年 - 株式会社日本アート･センターをグループ化。
- 2022年
  - 2月 - ゲーム事業子会社集英社ゲームズを設立[7]。
  - 3月 - ニュースサイト「集英社オンライン」を開設[8]。
  - 5月 - CloverWorks、ウィットスタジオ、アニプレックスとの共同出資会社・株式会社JOENを設立[9]。
- 2023年
  - 4月 - 株式会社Project8を株式会社集英社アーツ＆デジタルに社名変更
  - 6月 - シャインパートナーズ株式会社と共同で、マンガ制作会社・株式会社集英社TOON FACTORYを設立
  - 11月 - 常設展示場「集英社マンガーアートヘリテージ トーキョーギャラリー」を東京・麻布台ヒルズにオープン[10]

## 決算
- 新文化通信社 決算特集：集英社（〜2021年）、ニュースフラッシュ 決算及び文化通信社 決算 Archives - The Bunka News デジタルによる。

| 決算期（期間）                         | 売上高         | 出版売上       | 営業利益     | 経常利益     | 税引前当期純利益 | 当期純利益    |
| -------------------------------------- | -------------- | -------------- | ------------ | ------------ | ---------------- | ------------- |
| 第83期（2023年6月1日 - 2024年5月31日） | 2043億7500万円 | 1211億9800万円 |              |              |                  | 206億1700万円 |
| 第82期（2022年6月1日 - 2023年5月31日） | 2096億8400万円 | 1274億1700万円 |              |              |                  | 159億1900万円 |
| 第81期（2021年6月1日 - 2022年5月31日） | 1951億9400万円 |                |              |              |                  | 268億4500万円 |
| 第80期（2020年6月1日 - 2021年5月31日） | 2010億1400万円 |                |              |              |                  | 457億1800万円 |
| 第79期（2019年6月1日 - 2020年5月31日） | 1529億0400万円 |                |              |              |                  | 209億4000万円 |
| 第78期（2018年6月1日 - 2019年5月31日） | 1333億4100万円 |                |              |              |                  | 98億7700万円  |
| 第77期（2017年6月1日 - 2018年5月31日） | 1164億9700万円 |                |              |              |                  | 25億2600万円  |
| 第76期（2016年6月1日 - 2017年5月31日） | 1175億2100万円 |                |              |              |                  | 53億5700万円  |
| 第75期（2015年6月1日 - 2016年5月31日） | 1229億5700万円 |                |              |              |                  | 58億3600万円  |
| 第74期（2014年6月1日 - 2015年5月31日） | 1221億5900万円 |                |              |              |                  | 41億3000万円  |
| 第73期（2013年6月1日 - 2014年5月31日） | 1232億8300万円 |                | 28億9700万円 | 73億4100万円 |                  | 37億5600万円  |
| 第72期（2012年6月1日 - 2013年5月31日） | 1253億4900万円 |                |              |              |                  | 31億8200万円  |
| 第71期（2011年6月1日 - 2012年5月31日） | 1260億9400万円 |                | 25億6300万円 | 69億1500万円 |                  | 37億5100万円  |
| 第70期（2010年6月1日 - 2011年5月31日） | 1318億6500万円 |                |              |              |                  | 55億4700万円  |
| 第69期（2009年6月1日 - 2010年5月31日） | 1304億7000万円 |                |              |              | ▲6億0400万円     | ▲41億8000万円 |
| 第68期（2008年6月1日 - 2009年5月31日） | 1332億9800万円 |                |              |              | 23億5800万円     | 6億5500万円   |
| 第67期（2007年6月1日 - 2008年5月31日） | 1376億円       |                |              |              | 11億0400万円     | 2億4900万円   |
| 第66期（2006年6月1日 - 2007年5月31日） | 1389億7800万円 |                |              |              | 75億9600万円     | 41億2200万円  |
| 第65期（2005年6月1日 - 2006年5月31日） | 1399億8200万円 |                |              |              | 70億6400万円     |               |
| 第64期（2004年6月1日 - 2005年5月31日） | 1378億4800万円 |                |              |              | 46億5100万円     | 21億7400万円  |
| 第63期（2003年6月1日 - 2004年5月31日） | 1378億4800万円 |                |              |              |                  | 45億3000万円  |
| 第62期（2002年6月1日 - 2003年5月31日） | 1418億2500万円 |                |              |              | 53億9000万円     | 25億8000万円  |
| 第61期（2001年6月1日 - 2002年5月31日） | 1446億1600万円 |                |              |              |                  | 51億9300万円  |

- 第81期より出版売上に事業収入に計上していたデジタル収入を移管

## ギャラリー

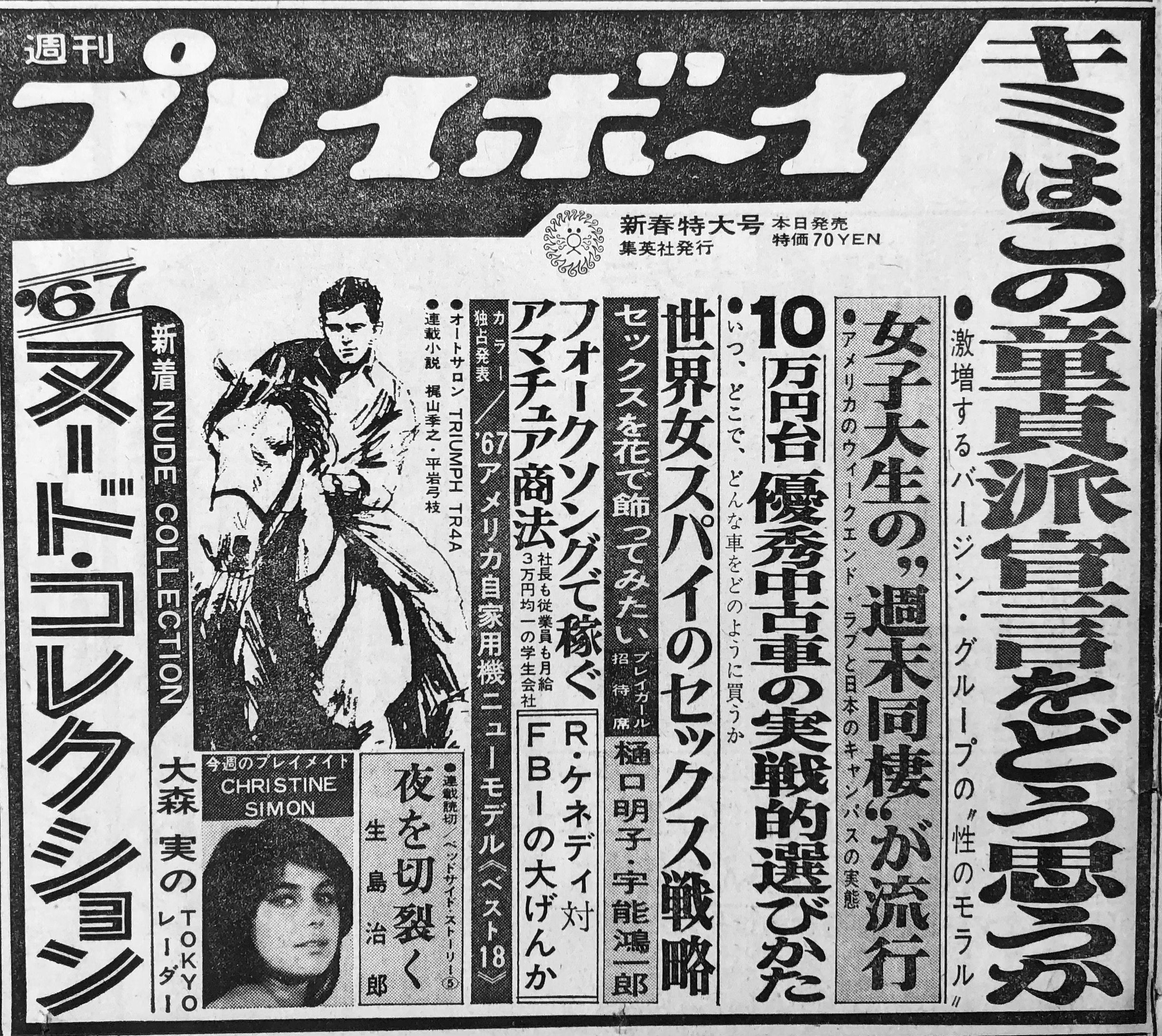
『週刊プレイボーイ』1967年新春特大号の新聞広告
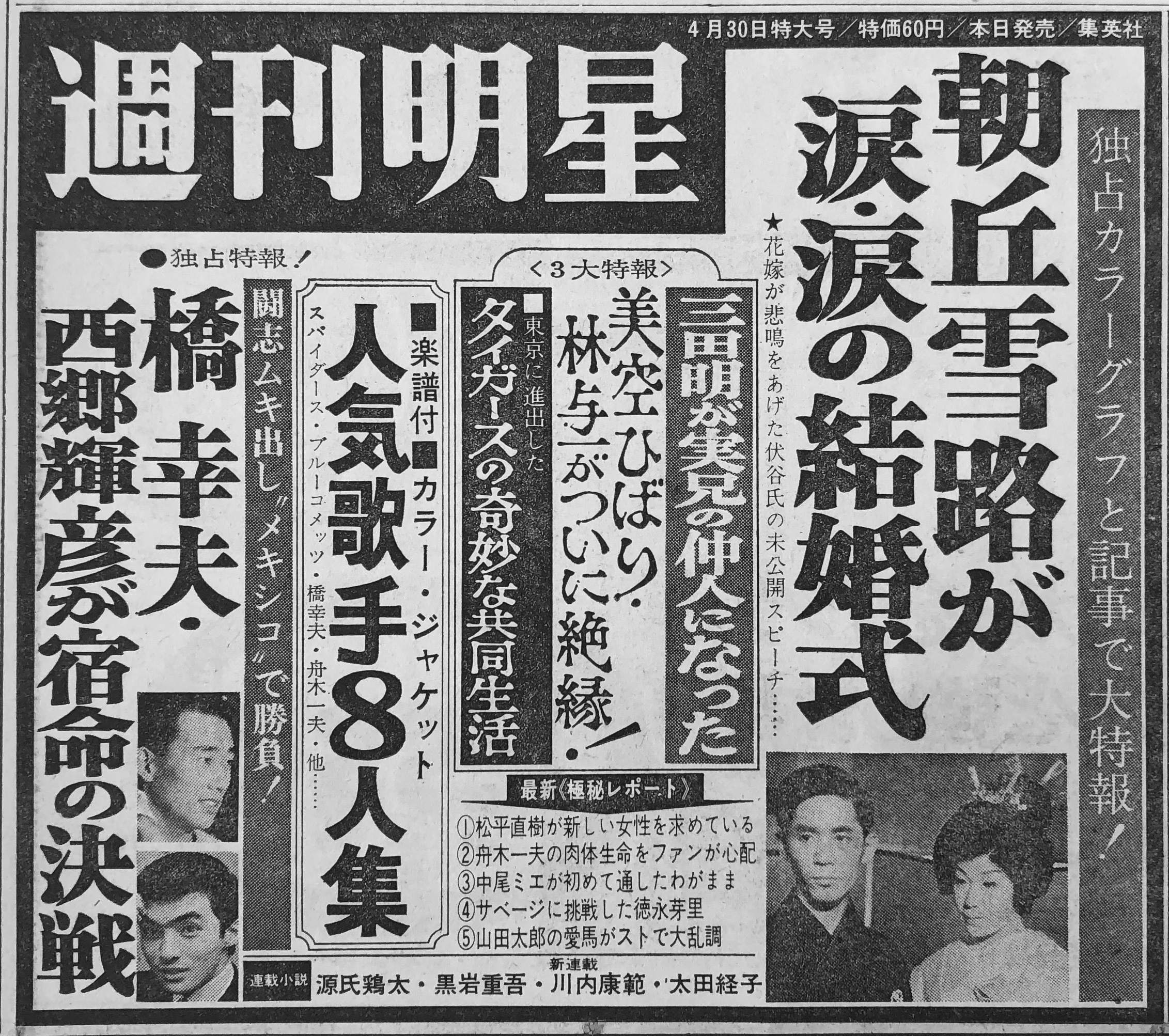
『週刊明星』1967年4月30日号の新聞広告
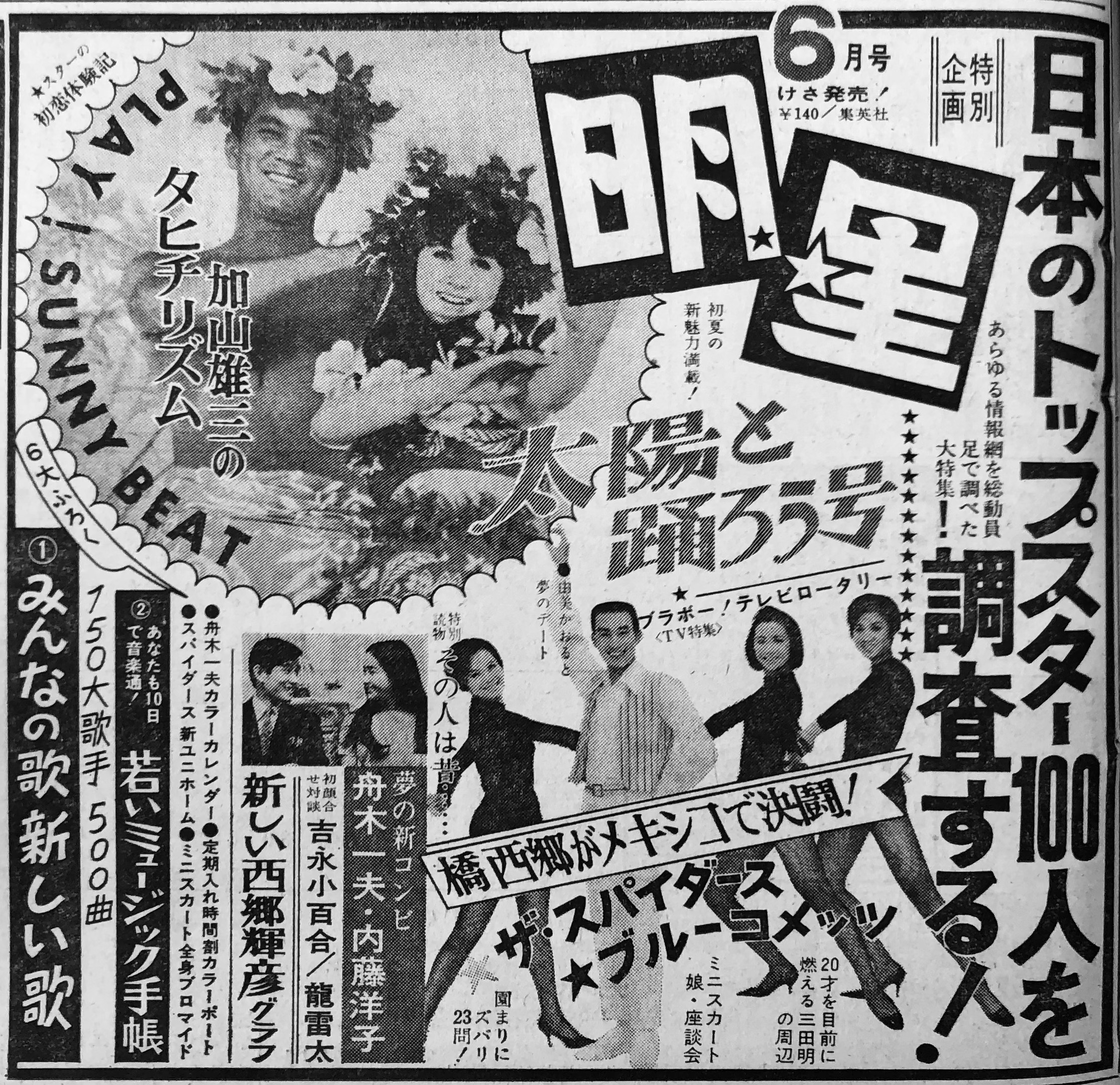
『明星』1967年6月号の新聞広告
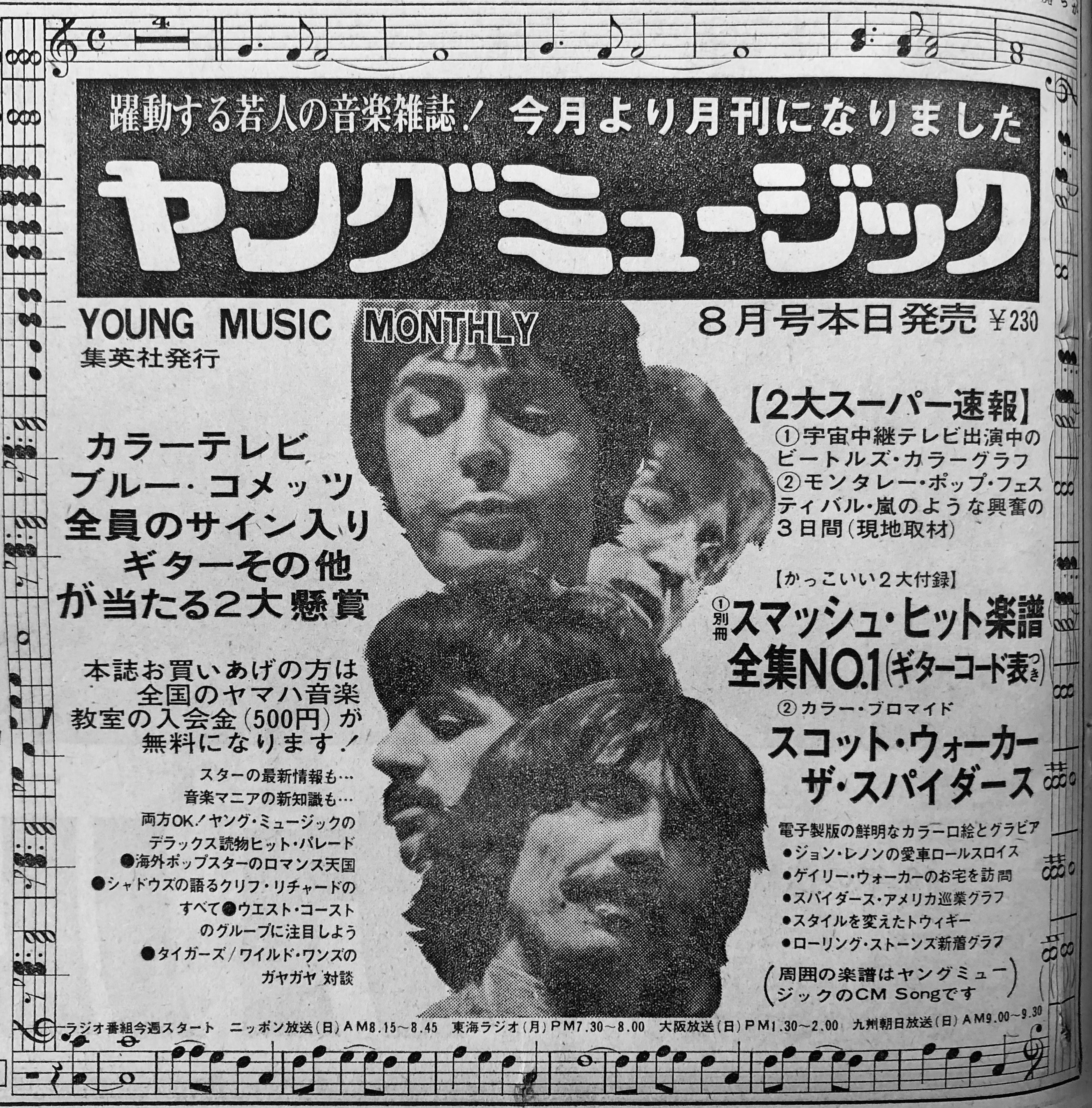
『ヤングミュージック』1967年8月号の新聞広告

## 雑誌

### 漫画誌

#### 少年マンガ誌
- 週刊少年ジャンプ（1968年7月創刊）- 旧名・少年ジャンプ。
- ジャンプスクエア（2007年11月創刊）
- 最強ジャンプ（2011年12月創刊）
- Vジャンプ（1993年5月創刊）

#### 青年マンガ誌
- ウルトラジャンプ（1999年10月創刊）
- 週刊ヤングジャンプ（1979年5月創刊）
- グランドジャンプ（2011年11月創刊）- ビジネスジャンプとスーパージャンプが合併して誕生。

#### 少女・女性マンガ誌
- りぼん（1955年8月創刊）
- マーガレット（1963年5月創刊）- 旧名・週刊マーガレット。
- 別冊マーガレット（1965年9月創刊）
- ザ マーガレット（1982年2月創刊）
- Cookie（2000年5月創刊）
- Cocohana（2011年11月創刊）
- office YOU（1985年3月創刊）- 集英社クリエイティブ発行。

#### 電子専売BLマガジン
- 君恋
- .Bloom（ホーム社発行）
- メロキス（ホーム社発行）

### 女性誌
- non-no（1971年5月創刊、毎月20日発売）
- MORE（1977年5月創刊、年4回発行）
- BAILA（2001年5月創刊、毎月12日発売）
- MAQUIA（2004年9月創刊、毎月23日発売）
- SPUR（1989年9月創刊、毎月23日発売）
- LEE（1983年5月創刊、毎月7日発売）
- éclat（2007年9月創刊、毎月1日発売）
- MyAge（2014年3月創刊）※ムック
- Seventeen（1968年5月創刊）

### 男性誌
- 週刊プレイボーイ（1966年10月創刊、毎週月曜日発売）
- MEN'S NON-NO（1986年5月創刊、毎月10日発売）
- UOMO（2005年2月創刊、毎月24日発売）

### 芸能誌
- Myojo（1952年10月創刊、毎月22日発売）
- Duet（1986年11月創刊、ホーム社発行、毎月7日発売）

### 文芸誌
- 青春と読書（1966年9月創刊、毎月20日発売）
- すばる（1970年6月創刊、毎月6日発売）
- 小説すばる（1987年11月創刊、毎月17日発売）
- Kotoba（2010年9月創刊、3、6、9、12月の6日発売）

### かつて発行していた主な雑誌

#### 漫画誌
- おもしろブック（1949年創刊）- 『少年ブック』に改題。
- 少女ブック（1951年創刊）
- 幼年ブック（1953年創刊）- 『日の丸』に改題。
- 日の丸（1957年創刊）
- こばと（1958年創刊）
- 少年ブック（1959年創刊）
- こばと幼稚園（1962年創刊）
- 月刊セブンティーン（1973年創刊）
- 花とゆめ（1974年創刊）- 白泉社に移管
- ヤングユー（1986年創刊）
- 月刊少年ジャンプ（1969年創刊）- 旧名・別冊少年ジャンプ。
- HOBBY's JUMP（1983年創刊）
- ぶ〜け（1978年創刊）
- りぼんオリジナル→RIBONオリジナル（1981年創刊）
- フレッシュジャンプ（1982年創刊）
- ベアーズクラブ（1988年創刊）
- 月刊ティアラ（1988年創刊）
- MANGAオールマン（1995年創刊）
- COMIC Crimson (1998年創刊、創美社発行)
- デラックスマーガレット（1967年創刊）
- JC.COM（2008年創刊）
- コーラス（1994年5月創刊）
- ビジネスジャンプ（1985年5月創刊）- スーパージャンプと合併して『グランドジャンプ』として新創刊。
- スーパージャンプ（1988年10月創刊）- 上記のビジネスジャンプと合併して『グランドジャンプ』となる。
- スーパーダッシュ&ゴー!（2011年10月創刊、2013年4月休刊しWEBへ移行）
- BLink（2011年3月創刊、2013年8月休刊しWEBへ移行、ホーム社発行）
- ジャンプ改（2012年4月創刊、2014年10月休刊）
- コミック特盛（2001年4月創刊、2015年12月休刊、ホーム社発行）
- YOU（1980年12月創刊、2018年10月休刊）

#### 文芸誌
- 小説ジュニア (1966年4月創刊)
- Cobalt（1982年7月創刊、2016年4月休刊しWEBへ移行）

#### 情報誌
- 週刊明星（1958年創刊）
- 女性明星（1962年創刊）
- 週刊ホーム（1969年創刊）
- オーシャンライフ（1971年創刊）
- ロードショー（1972年創刊）
- 月刊プレイボーイ（1975年創刊）
- COSMOPOLITAN 日本版（1980年創刊）
- サムアップ（1984年創刊）
- DUNK（1984年創刊）
- BART（1991年創刊）
- メイプル（1998年創刊）
- PINKY（2004年8月創刊）
- non-no MORE Wedding（1997年10月創刊、ムック）
- Sportiva（2002年3月創刊、WEBへ移行）

#### 女性誌
- marisol（2007年3月創刊）

## 書籍
- 集英社文庫
- 集英社新書
- 集英社 学芸単行本 (電子書籍は集英社e学芸単行本) [11]
- インターナショナル新書（集英社インターナショナル発行）
- ベルベット文庫（集英社クリエイティブ発行）
- 集英社ギャラリー世界の文学 全20巻

### 児童書
- モンキー文庫
- 集英社版学習まんが 日本の歴史
- 集英社版学習まんが 世界の伝記NEXT
- 満点ゲットシリーズ
- わくわくキッズブック
- 集英社みらい文庫

### ライトノベル
- ジャンプ ジェイ ブックス
- ダッシュエックス文庫
- Dノベル
- Dノベルf
- コバルト文庫

### ライト文芸
- 集英社オレンジ文庫

### ケータイ小説
- ピンキー文庫

### ティーンズラブ小説
- 集英社eシフォン文庫 - シフォン文庫の電子書籍移行版

## WEBメディア・スマートフォンアプリ
- 集英社オンライン
- Seventeen
- HAPPY PLUS
  - HAPPY PLUS ACADEMIA - オンライン講座サービス
  - non-noWeb
  - DAILY MORE
  - @BAILA
  - LEE
  - SPUR.JP
  - MAQUIA ONLINE
  - Marisol ONLINE
  - Web éclat
- OurAge
- yoi（ヨイ）
- MEN'S NON-NO WEB
- UOMO
- 週プレNEWS
- Web Sportiva
- パラスポ+!
- 集英社新書プラス
- よみタイ
- 集英社 文芸ステーション
- TanZak（タンザク）

### ウェブコミック・マンガアプリ
- ゼブラック（開発：Link-U Technologies） - 総合電子書店
- 少年ジャンプ+（開発：はてな／その他パートナー：ICE）（2014年9月創刊）
- ジャンプルーキー！（開発：はてな） - マンガ投稿サービス
- ジャンプTOON（開発：サイバーエージェント） - 縦読みマンガアプリ
- ジャンプTOON NEXT！（開発：サイバーエージェント[12]） - 縦読みマンガ投稿サービス
- ヤンジャン！（開発：and factory）
- となりのヤングジャンプ（開発：はてな）
- あしたのヤングジャンプ（開発：はてな） - WEBマンガ投稿コミュニティ
- デジタルマーガレット
- マンガMee（開発：and factory／その他パートナー：Link-U Technologies）
- マンガMeets - 少女・女性向け総合マンガ投稿サイト
- MANGA Plus by SHUEISHA（開発：Link-U Technologies／その他パートナー：ICE）

### オンラインストア
- SHUEISHA MANGA-ART HERITAGE
- ジャンプキャラクターズストア
- HAPPY PLUS STORE（旧FLAG SHOP）
  - LEEマルシェ
  - Marisol
  - eclat premium
  - mirabella（ミラベラ） - デザイナーズブランド正規通販
  - mirabella homme（ミラベラオム） - メンズファッション通販
  - HAPPY plus BEAUTY - コスメ通販
  - ZAKKA MARKET - インテリア雑貨
  - OUTLET
  - ジャンプキャラクターズストア HAPPY PLUS STORE店

## 歴代社長
株式会社化以前
- 相賀武夫（創業者）
- 相賀徹夫（合資会社時）

株式会社化以降
- 陶山巌（1949年 - 1974年）
- 堀内末男（1974年 - 1988年）
- 若菜正（1988年 - 1996年）
- 小島民雄（1996年 - 2000年）
- 谷山尚義（2000年 - 2005年）
- 山下秀樹（2005年 - 2011年）
- 堀内丸恵（2011年 - 2020年）
- 廣野眞一（2020年 - 現在）

## 社歌
- 「集英社・社歌」
  - 作詞：井上靖
  - 作曲：黛敏郎

1972年（昭和47年）制定。自主制作により友竹正則が歌唱するシングル盤（規格品番：SES-1972-8）が作られている。石塚2祐子『犬マユゲでいこう A・TiEMPO』のカバー下に歌詞が掲載された。
- 「集英社マーチ」
  - 作詞：若杉嵐
  - 作曲：川澄健一
  - 編曲：小野崎孝輔

自主制作によりボーカル・ショップが歌唱するソノシートが作成された。社歌に続き『犬マユゲでいこう URGENTE』のカバー下に歌詞が掲載されている。